# Pseudohaplogonaria opisthandropora
Pseudohaplogonaria opisthandropora är en plattmaskart som först beskrevs av Mamkaev 1971.  Pseudohaplogonaria opisthandropora ingår i släktet Pseudohaplogonaria och familjen Haploposthiidae. Inga underarter finns listade i Catalogue of Life.